# Malte Ebert
Malte Fynboe Manniche Ebert (* 1994 in Vejle) ist ein dänischer Musiker aus Andkær bei Vejle. Mit seinen ersten sieben Singles hatte er 2016 innerhalb eines Jahres sieben Nummer-eins-Hits. Anfangs hielt er seine Identität geheim und versteckte sich hinter dem Pseudonym Gulddreng. Seit 2018 veröffentlicht er auch unter seinem richtigen Namen.

## Biografie
Malte Ebert veröffentlichte sein erstes Lied Rude 2013, als er noch ein Gymnasium in Vejle besuchte. Mit einem Schulkameraden bewarb er sich zwei Jahre später unter dem Namen We Don’t Know beim Danmarks Radio beim Talentwettbewerb KarriereKanonen, jedoch ohne großen Widerhall. Daneben veröffentlichte er auch Musikvideos im Internet.
2016 unternahm er dann einen neuen Anlauf im Popgeschäft mit dem Label Universal im Hintergrund. Seinen alten Internetauftritt löschte er und trat unter dem Namen Gulddreng („Goldjunge“) mit Sonnenbrille auf. Sein wirklicher Name wurde geheim gehalten. Das Cover seiner ersten Single Model zeigt ihn von hinten. Sie erschien im Juni 2016 und stieg innerhalb von vier Wochen an die Spitze der dänischen Charts. Für über 9 Millionen Streams wurde er mit Platin ausgezeichnet. Nach vier Wochen löste er sich selbst mit seiner zweiten Single Se mig nu auf Platz 1 ab. Auch hierfür erhielt er Platin. Nach fünf Wochen war es erneut ein Gulddreng-Song, der die Spitzenposition übernahm. Zusammen mit der dritten Single Hva’ så stand er 11 Wochen in Folge auf Platz 1. Zuvor hatte nur Justin Bieber im Jahr 2013 drei Nummer-eins-Hits unmittelbar hintereinander gehabt und die nur für jeweils eine Woche. Inzwischen war durch eine Facebook-Post seine Identität bekannt geworden.
Ende Oktober veröffentlichte Gulddreng seine vierte Single Drikker for lidt. Erneut stieg sie direkt auf Platz 1 ein. Einen Monat später schaffte es die Single Nemt an die Spitze, gefolgt von Guld jul in der ersten Dezemberwoche. In der Weihnachtswoche hatte er dann mit Ked af det seinen siebten Nummer-eins-Hit in einem Jahr. Damit übertraf er den 2013 von Justin Bieber aufgestellten Chartrekord in Dänemark um ein Lied. Alle Lieder hatte Malte Ebert auch selbst geschrieben, nur bei Model hatte er noch zwei Co-Autoren.
Gulddreng gewann bei den Danish Music Awards 2016 den Publikumspreis. In der Newcomer-Kategorie gehörte er zu den Nominierten. Für Model wurde er mit dem Preis Goldtuben 2016 als dänischer Song des Jahres bei YouTube ausgezeichnet.
Mit seiner ersten Veröffentlichung 2017, dem Song Utro, verpasste er erstmals Platz 1 und blieb auf Platz 3 stehen. Auch mit den weiteren fünf Veröffentlichungen in diesem Jahr konnte er nicht mehr an die Spitze zurückkehren, obwohl alle 6 Lieder immerhin Goldstatus erreichten. Anfang 2018 erreichte er dann mit seinem Debütalbum Platz 4.
Danach entschloss er sich, sein Pseudonym Gulddreng abzulegen, und er veröffentlichte ab 2018 auch Songs unter seinem richtigen Namen Malte Ebert. Mit Rather Be hatte er noch einmal einen Nummer-3-Hit. In den folgenden beiden Jahren wurde es ruhiger um ihn. Erst 2021 hatte er als Gulddreng mit einem Song zur Fußball-Europameisterschaft einen neuen Hit. Je weiter die dänische Mannschaft im Turnier kam, desto höher stieg das Lied. Nachdem sie das Halbfinale erreicht hatte (das sie am 7. Juli verlor), wurde das Lied sein achter Nummer-eins-Hit. Der nächste Nummer-eins-Hit folgte im Jahr darauf mit dem Titelsong einer neuen Weihnachtsserie im Fernsehen mit dem Namen Julehjertets hemmelighed.

## Diskografie
Wenn nicht anders angegeben, erfolgten die Veröffentlichungen unter dem Pseudonym Gulddreng.

### Alben
| Jahr | Titel                | Höchstplatzierung, Gesamtwochen, AuszeichnungChartsChartplatzierungen (Jahr, Titel, Platzierungen, Wochen, Auszeichnungen, Anmerkungen) | Anmerkungen                             |
| Jahr | Titel                | DK | Anmerkungen                             |
| ---- | -------------------- | --- | --------------------------------------- |
| 2018 | Farvel               | DK4 (6 Wo.)DK | Erstveröffentlichung: 31. Dezember 2017 |
| 2025 | Alle veje fører hjem | DK2 (2 Wo.)DK | Erstveröffentlichung: 7. Februar 2025   |

### Singles
| Jahr | Titel Album                                             | Höchstplatzierung, Gesamtwochen, AuszeichnungChartsChartplatzierungen (Jahr, Titel, Album, Platzierungen, Wochen, Auszeichnungen, Anmerkungen) | Anmerkungen |
| Jahr | Titel Album                                             | DK | Anmerkungen |
| ---- | ------------------------------------------------------- | --- | --- |
| 2016 | Model –                                                 | DK1 ×4Vierfachplatin · (25 Wo.)DK | Erstveröffentlichung: 20. Mai 2016                                                                                   |
| 2016 | Se mig nu –                                             | DK1 ×4Vierfachplatin · (22 Wo.)DK | Erstveröffentlichung: 15. Juli 2016                                                                                  |
| 2016 | Hva’ så –                                               | DK1 Platin · (14 Wo.)DK | Erstveröffentlichung: 24. August 2016                                                                                |
| 2016 | Drikker for lidt –                                      | DK1 Platin · (9 Wo.)DK | Erstveröffentlichung: 21. Oktober 2016                                                                               |
| 2016 | Nemt –                                                  | DK1 Platin · (9 Wo.)DK | Erstveröffentlichung: 13. November 2016                                                                              |
| 2016 | Guld jul –                                              | DK1 ×3Dreifachplatin · (46 Wo.)DK | Erstveröffentlichung: 25. November 2016                                                                              |
| 2016 | Ked af det –                                            | DK1 Platin · (9 Wo.)DK | Erstveröffentlichung: 16. Dezember 2016                                                                              |
| 2017 | Utro –                                                  | DK3 Gold · (9 Wo.)DK | Erstveröffentlichung: 26. Februar 2017                                                                               |
| 2017 | Censor –                                                | DK6 Gold · (4 Wo.)DK | Erstveröffentlichung: 19. Mai 2017                                                                                   |
| 2017 | Legende –                                               | DK7 Platin · (6 Wo.)DK | Erstveröffentlichung: 1. Juni 2017 feat. Skinz                                                                       |
| 2017 | Lyvesangen –                                            | DK4 Gold · (3 Wo.)DK | Erstveröffentlichung: 25. August 2017                                                                                |
| 2017 | Ensom Farvel                                            | DK2 Gold · (8 Wo.)DK | Erstveröffentlichung: 10. November 2017                                                                              |
| 2017 | UPN –                                                   | DK15 Gold · (9 Wo.)DK | Erstveröffentlichung: 1. Dezember 2017                                                                               |
| 2018 | Rather Be –                                             | DK3 Gold · (8 Wo.)DK | Erstveröffentlichung: 15. Juni 2018 als Malte Ebert                                                                  |
| 2019 | Stop nu –                                               | DK16 (2 Wo.)DK | Erstveröffentlichung: 30. August 2019                                                                                |
| 2019 | I Could Get Used to This –                              | DK36 (1 Wo.)DK | Erstveröffentlichung: 4. Oktober 2019 als Malte Ebert mit Martin Jensen                                              |
| 2021 | Helt sikker –                                           | DK1 Platin · (8 Wo.)DK | Erstveröffentlichung: 6. Juni 2021 Song zur Fußball-Europameisterschaft 2021                                         |
| 2022 | Kun med dig –                                           | DK26 Platin · (4 Wo.)DK | Erstveröffentlichung: 26. August 2022 als Malte Ebert                                                                |
| 2022 | Kalde dem for du –                                      | DK6 Gold · (5 Wo.)DK | Erstveröffentlichung: 12. September 2022 als Malte Ebert                                                             |
| 2022 | Den (u)officielle VM-sang –                             | DK5 Gold · (5 Wo.)DK | Erstveröffentlichung: 27. Oktober 2022 Song zur Fußball-Weltmeisterschaft 2022                                       |
| 2022 | Julehjertets hemmelighed –                              | DK1 Platin · (17 Wo.)DK | Erstveröffentlichung: 11. November 2022 als Malte Ebert; Titelsong der gleichnamigen TV-Weihnachtsserie              |
| 2023 | Mindst ondt –                                           | DK22 Platin · (8 Wo.)DK | Erstveröffentlichung: 27. Oktober 2023 als Malte Ebert feat. Svea S                                                  |
| 2024 | Kongen af Danmark –                                     | DK1 Platin · (9 Wo.)DK | Erstveröffentlichung: 24. Mai 2024 als Malte Ebert feat. Herrelandsholdet; Song zur Fußball-Europameisterschaft 2024 |
| 2024 | Fortæl mig hvis du vil noget andet Alle veje fører hjem | DK30 Gold · (1 Wo.)DK | Erstveröffentlichung: 16. August 2024 als Malte Ebert                                                                |

Weitere Singles
- 2013: Rude (als Malte Ebert)
- 2015: I Don’t Care (mit Frederik Meyer als We Don’t Know)
- 2019: Christmas Without You (DK: Gold)
- 2022: Hvor blev du af? (DK: Gold)

Gastbeiträge

| Jahr | Titel Interpreten                        | Höchstplatzierung, Gesamtwochen, AuszeichnungChartsChartplatzierungen (Jahr, Titel, Interpreten, Platzierungen, Wochen, Auszeichnungen, Anmerkungen) | Anmerkungen |
| Jahr | Titel Interpreten                        | DK | Anmerkungen |
| ---- | ---------------------------------------- | --- | ----------- |
| 2024 | Glem mit navn Gobs featuring Malte Ebert | DK37 (1 Wo.)DK |             |